# Münzmühle

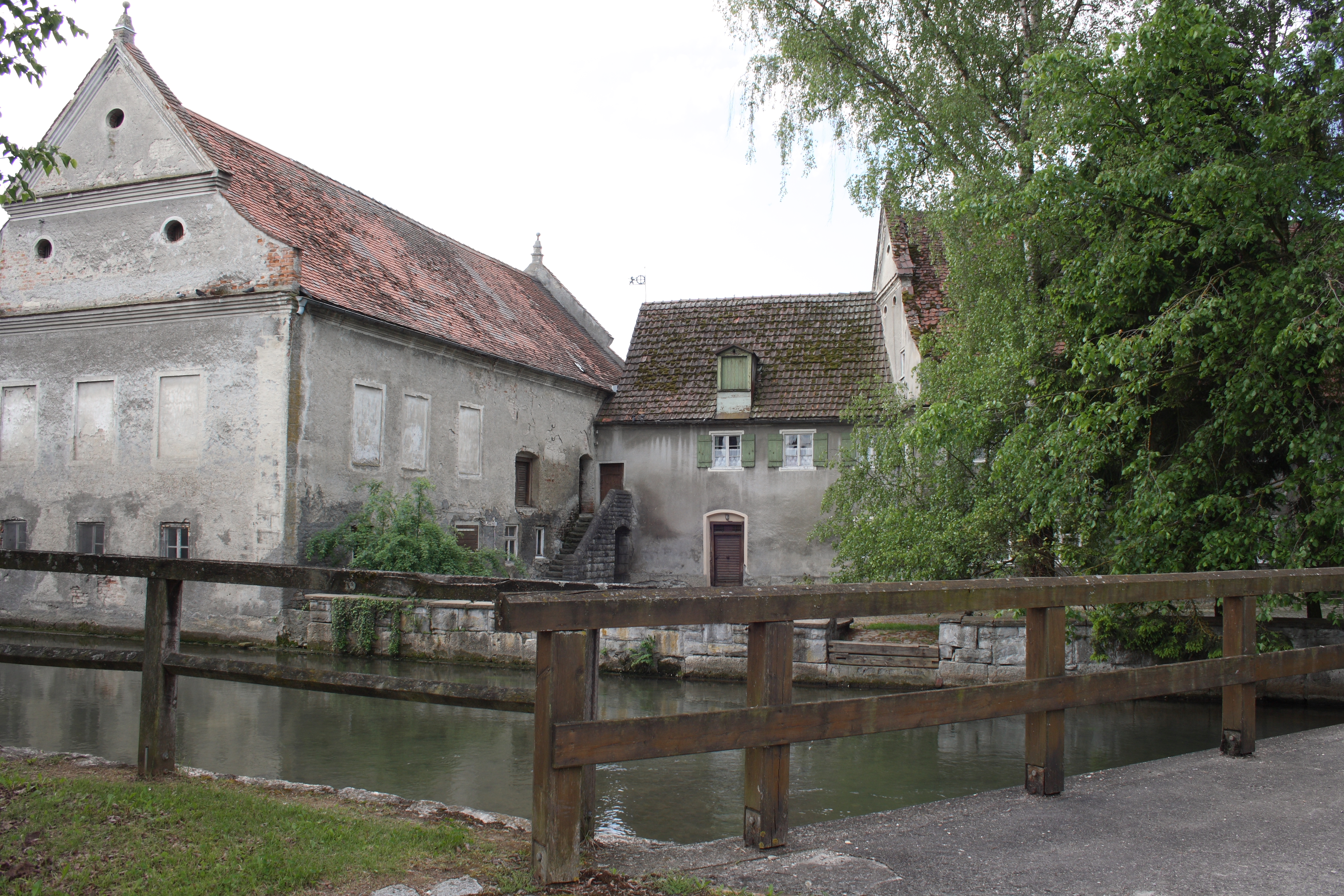
Mühlengebäude der Münzmühle

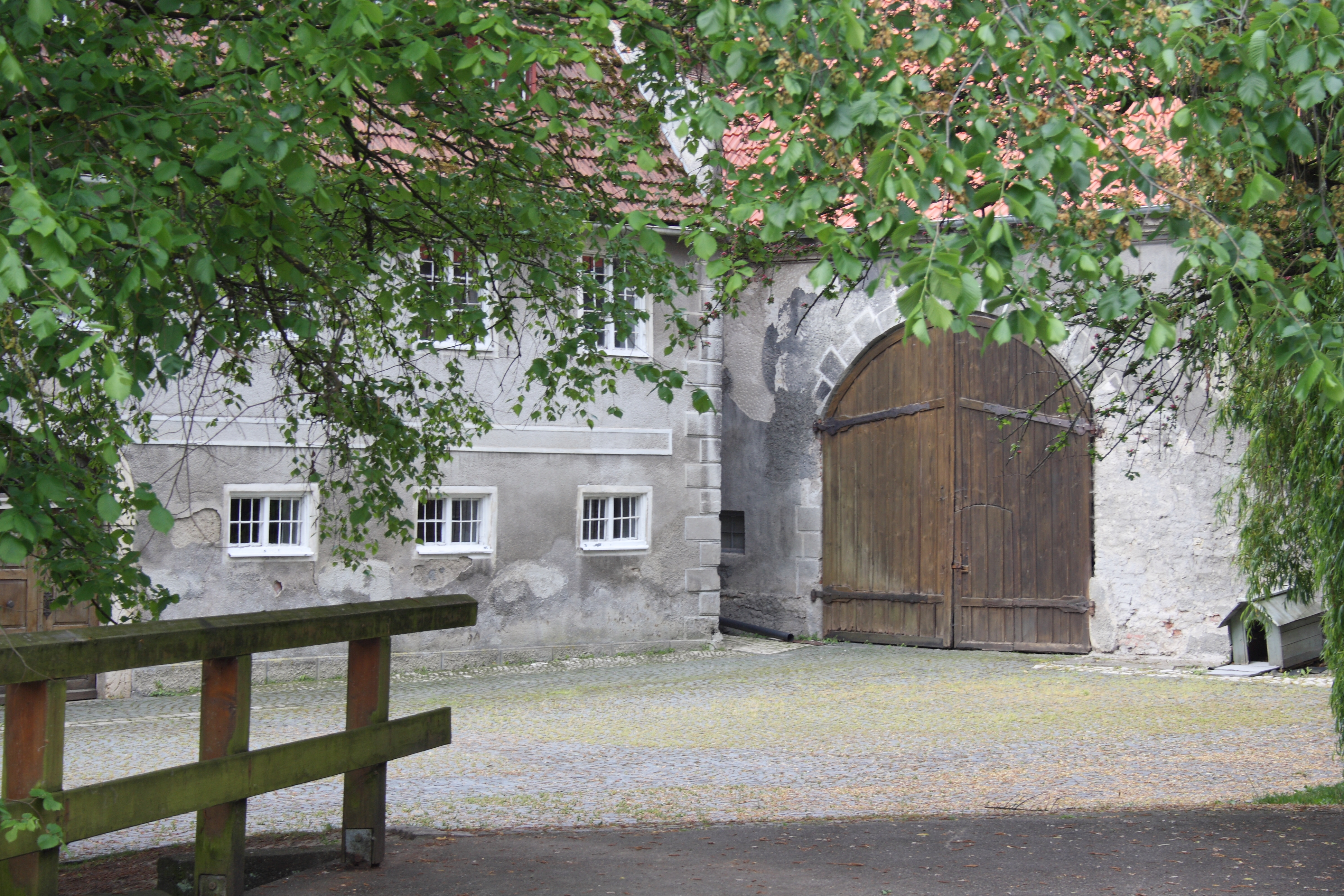
Wohnhaus und Scheune

Die Münzmühle in Gundelfingen an der Donau, einer Stadt im
schwäbischen Landkreis Dillingen an der Donau (Bayern), wurde Ende des 18. Jahrhunderts errichtet. Die Gebäude an der Bahnhofstraße 6 sind ein geschütztes Bauensemble.

## Architektur
Die ehemalige Wassermühle befindet sich zwischen zwei Armen der Brenz und besteht aus einem Wohnhaus, einer Scheune bzw. Stallgebäude und dem Mühlengebäude. Das zweigeschossige Wohnhaus mit 13 Fensterachsen besitzt zweigeschossige Giebel mit Anschwüngen im unteren und umrahmte Giebeldreiecke mit Pyramidenspitze im oberen Geschoss. Dieses Gebäude hat zwei einflügelige Türen, die Werksteingewände besitzen und mit erhabenen Rosetten geschmückt sind. Die Geschosstrennung erfolgt durch ein Putzband, das an der östlichen Tür in einem Fächerbogen aufgewölbt ist. Am Obergeschoss sind Blendfelder mit Fresken versehen, die den Heiligen Wandel, die Dreifaltigkeit und Maria darstellen.
Das Mühlengebäude, an der östlichen Seite quergestellt, ist zweigeschossig mit Profilgesimsen als Geschosstrennung und besitzt einen profilierten Giebelrand. An der Hofseite ist eine Freitreppe zum Obergeschoss vorhanden.